# 卡努克里克鎮區 (伊利諾伊州羅克艾蘭縣)
卡努克里克鎮區（英語：Canoe Creek Township）是位於美國伊利諾伊州羅克艾蘭縣的一個行政鎮區。

## 地方資料
根據2010年美國人口普查的數據，卡努克里克鎮區的面積為38.70平方千米，當中陸地面積為37.40平方千米，而水域面積為1.30平方千米。當地共有人口694人，而人口密度為每平方千米17.93人。